# Hrabstwo Mohave

Piramida wieku hrabstwa

Hrabstwo Mohave – hrabstwo w USA, w północno-zachodniej części stanu Arizona. Według danych z 2023 roku liczy 223,7 tys. mieszkańców. Stolicą jest Kingman, a największym miastem Lake Havasu City. Jest jednym z czterech pierwszych hrabstw powstałego w 1864 roku Terytorium Arizony.
Hrabstwo jest siedzibą dużej poligamicznej sekty Fundamentalistycznego Kościoła Jezusa Chrystusa Świętych w Dniach Ostatnich, z siedzibą w Colorado City.

## Geografia
Całkowita powierzchnia wynosi 34 886 km² z tego 409 km² (1,17%) stanowi woda, jest piątym pod względem wielkości hrabstwem w USA.
Znajduje się tutaj m.in. fragment Parku Narodowego Wielki Kanion, Narodowej Strefy Rekreacyjnej Jezioro Mead, Pipe Spring National Monument i Rezerwat Indian Hualapai. Rzeka Kolorado, stanowiąca granicę Arizony z Kalifornią i Nevadą, przecina wcześniej hrabstwo ze wschodu na zachód.

### Sąsiednie hrabstwa
- hrabstwo Washington w Utah – północ
- hrabstwo Kane w Utah – północny wschód
- hrabstwo Coconino – wschód
- hrabstwo Yavapai – wschód
- hrabstwo La Paz – południe
- hrabstwo San Bernardino w Kalifornii – południowy zachód
- hrabstwo Clark w Nevadzie – zachód
- hrabstwo Lincoln w Nevadzie – północny zachód

### Miejscowości
- Bullhead City
- Kingman
- Lake Havasu City
- Colorado City

### CDP
- Arizona Village
- Beaver Dam
- Cane Beds
- Centennial Park
- Chloride
- Clacks Canyon
- Crozier
- Crystal Beach
- Desert Hills
- Dolan Springs
- Fort Mohave
- Golden Valley
- Grand Canyon West
- Hackberry
- Katherine
- Lazy Y U
- Littlefield
- McConnico
- Meadview
- Mesquite Creek
- Moccasin
- Mohave Valley
- Mojave Ranch Estates
- New Kingman-Butler
- Pine Lake
- Pinion Pines
- Peach Springs
- Scenic
- So-Hi
- Topock
- Truxton
- Valentine
- Valle Vista
- Walnut Creek
- White Hills
- Willow Valley
- Wikieup
- Yucca

## Demografia
W 2022 roku, w hrabstwie 91,2% mieszkańców stanowiła ludność biała (75,3% nie licząc Latynosów), 3% to rdzenna ludność Ameryki, 2,7% miało rasę mieszaną, 1,4% to Azjaci, 1,4% czarnoskórzy Amerykanie lub Afroamerykanie i 0,3% pochodziło z wysp Pacyfiku. Latynosi stanowili 18,1% ludności hrabstwa.
Do największych grup należą osoby pochodzenia niemieckiego (17,8%), meksykańskiego (13,7%), angielskiego (13%), irlandzkiego (12,2%), „amerykańskiego” (4,7%), włoskiego (4,6%), francuskiego lub francusko–kanadyjskiego (4,1%) i szkockiego lub szkocko–irlandzkiego (3,2%).

## Polityka
Hrabstwo jest najmocniej republikańskie w Arizonie, gdzie w wyborach prezydenckich w 2020 roku, 75% głosów otrzymał Donald Trump i 23,7% przypadło dla Joe Bidena. 

## Galeria

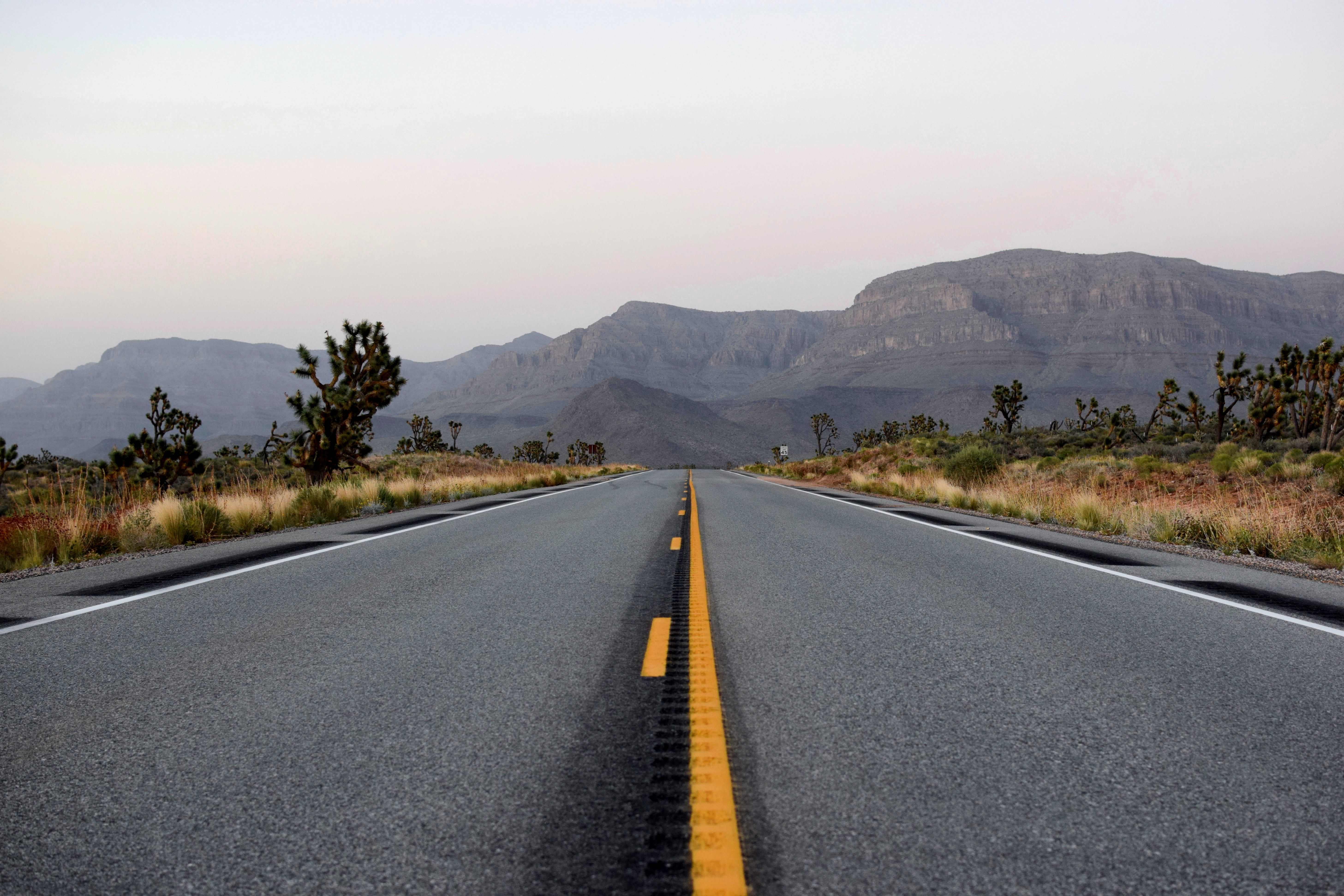
Krajobraz w pobliżu Meadview
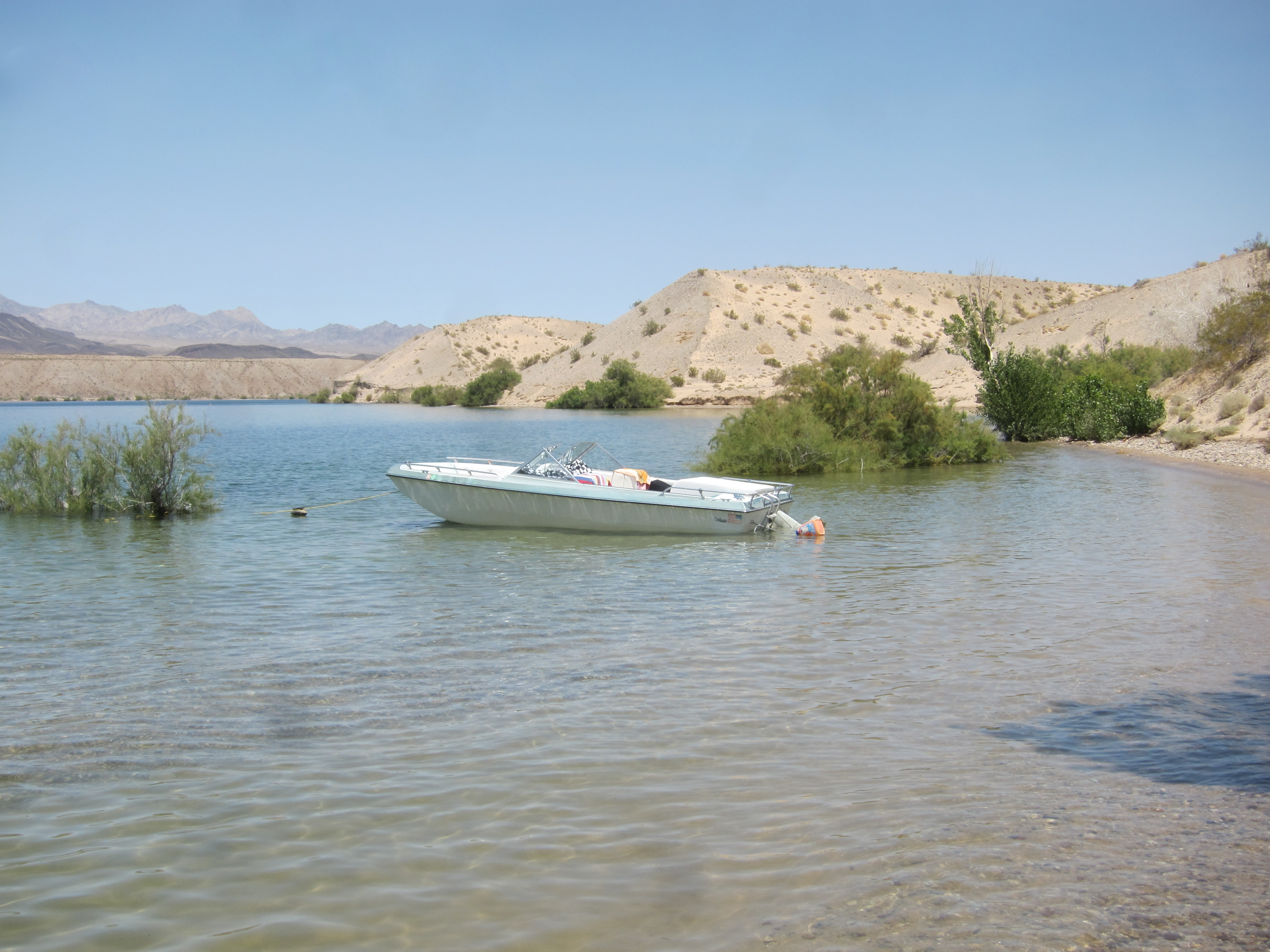
Jezioro Mohave
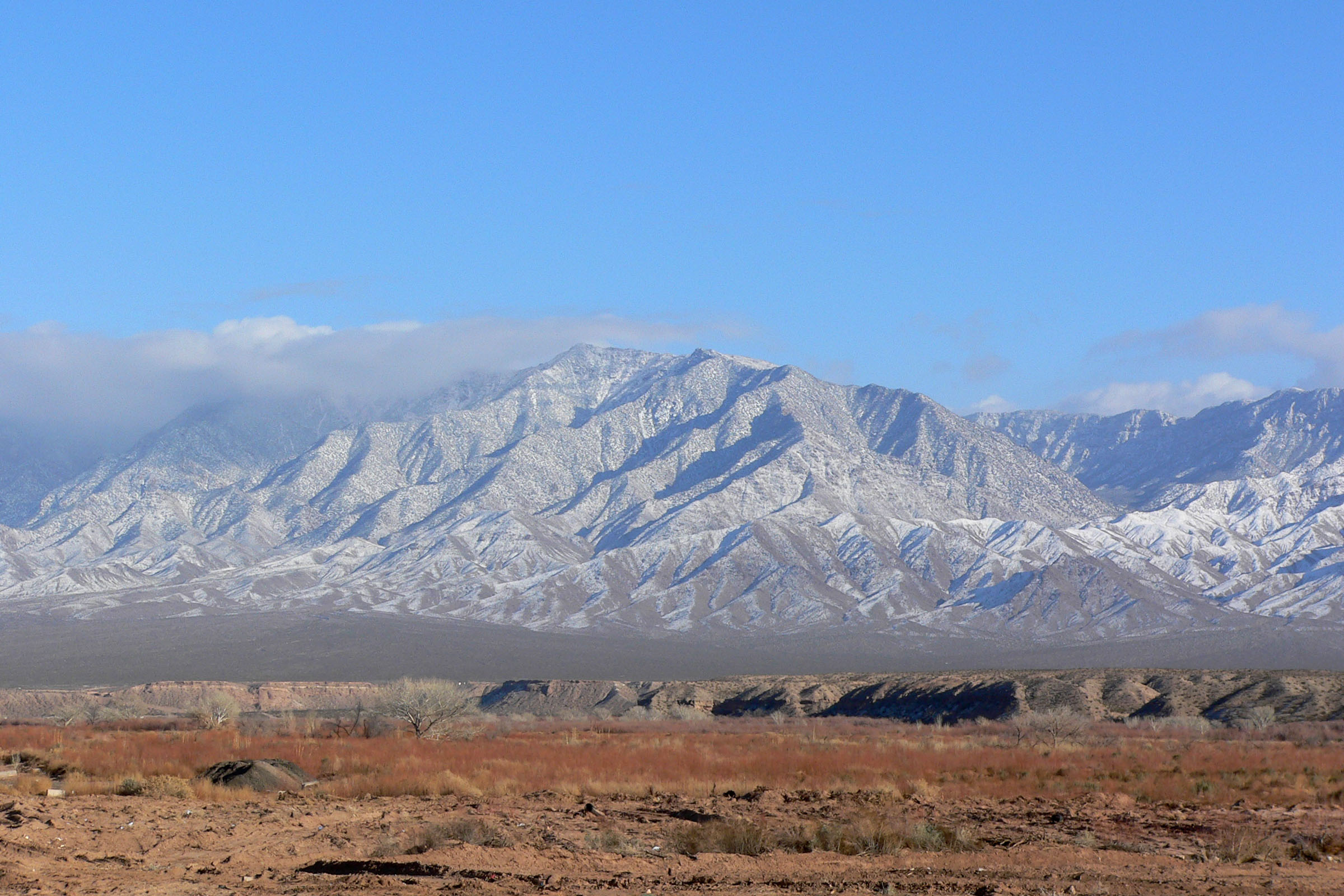
Mount Bangs
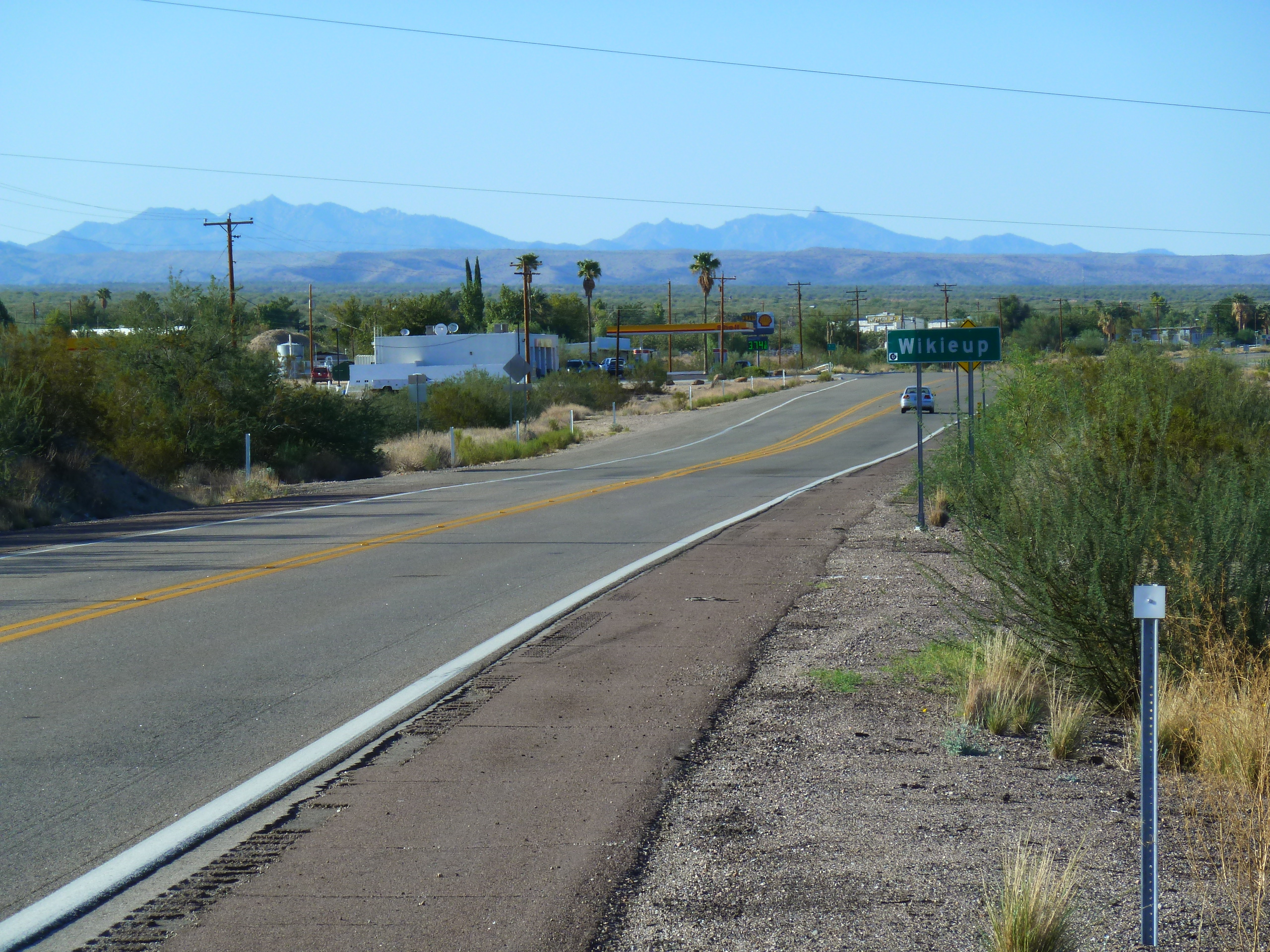
Wikieup
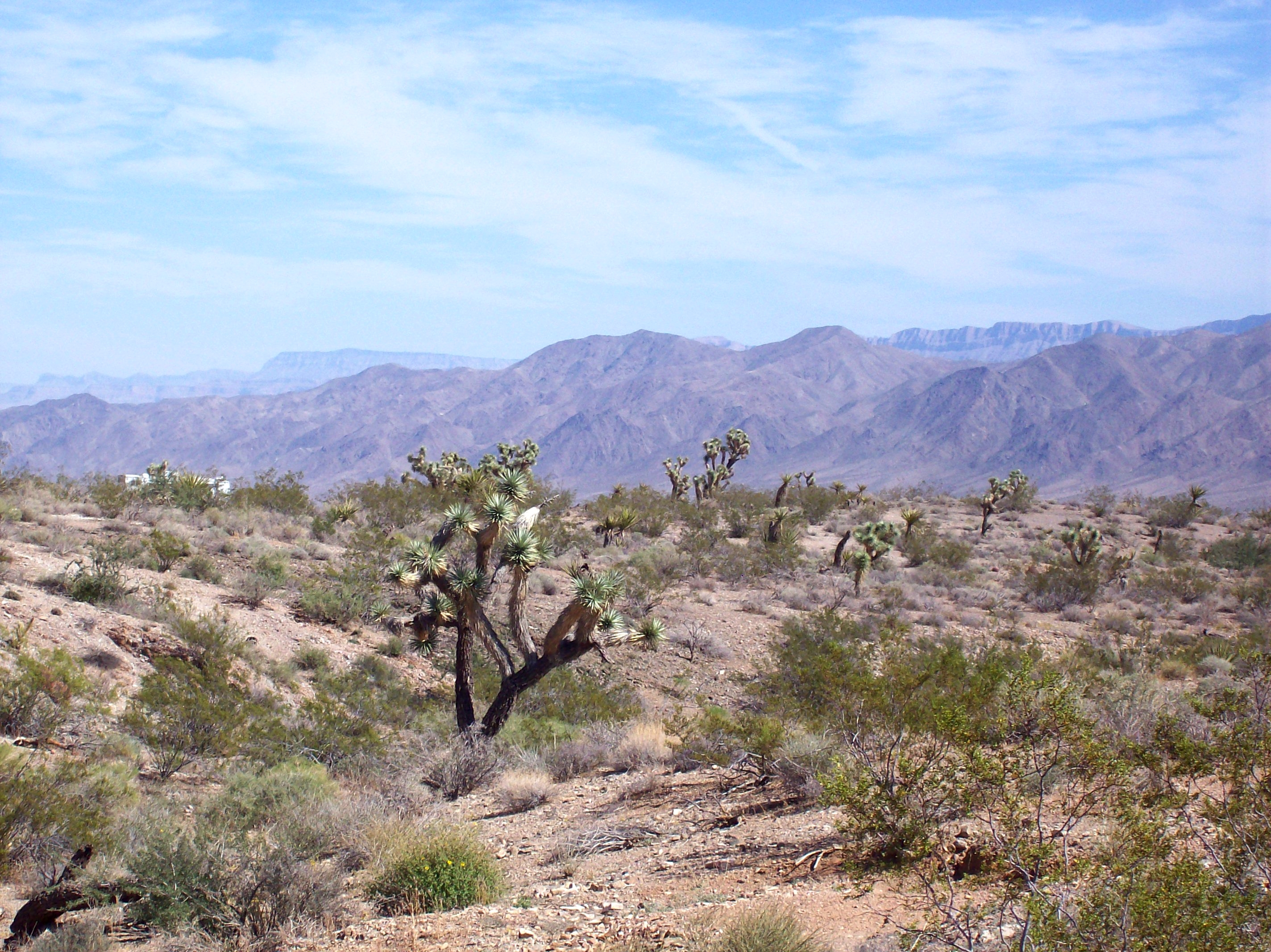
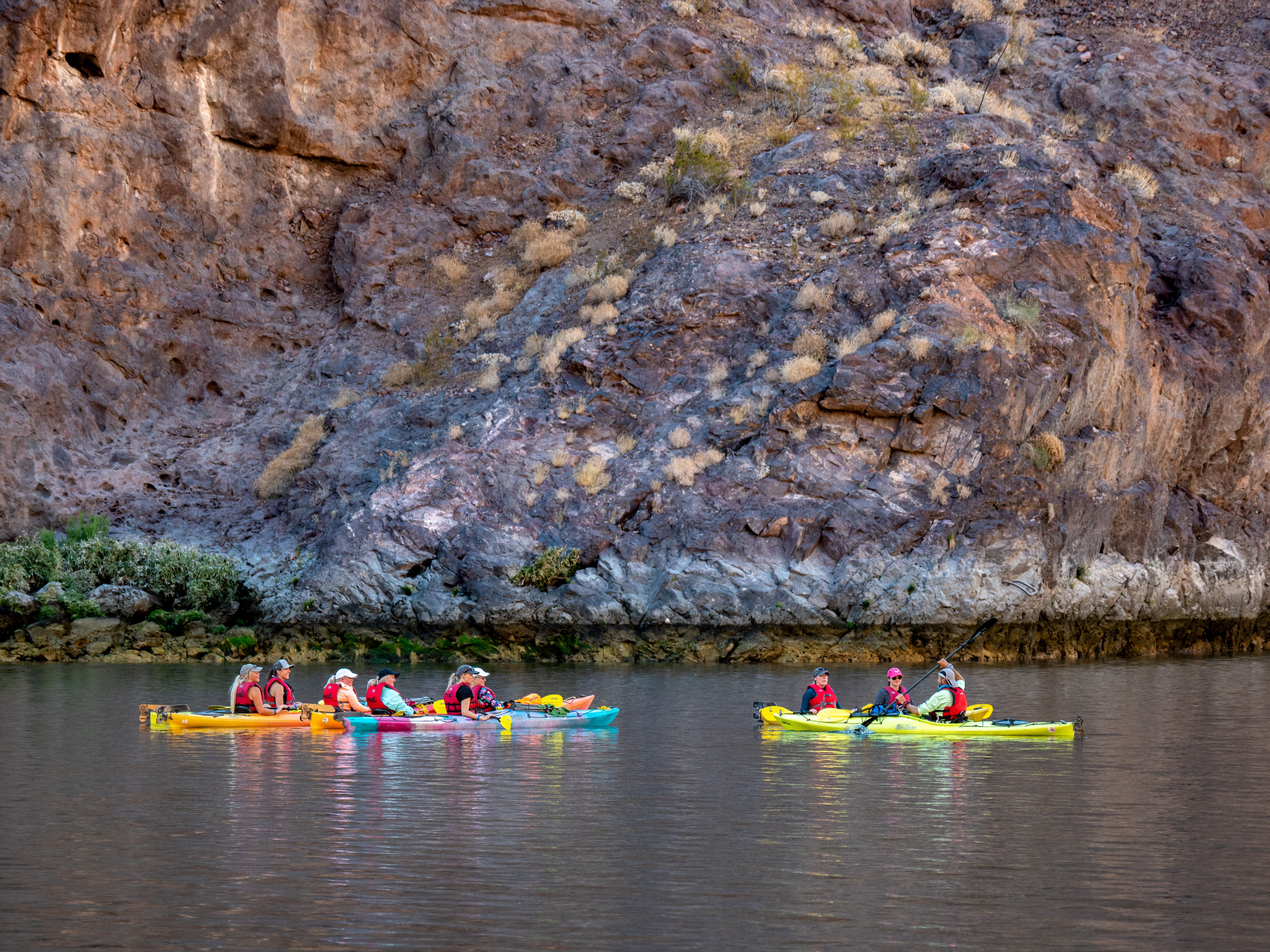
Kajaki na zaporze Hoovera